# Pertusa
Pertusa es un municipio de la provincia de Huesca (España) que pertenece a la comarca de Hoya de Huesca situado a 35 km al sureste de Huesca en la A-1217. Asentado en un plano inclinado en forma de anfiteatro, próximo a la margen izquierda del río Alcanadre está rodeado de cerros y rocas.
Considerada calzada romana de la vía Osca Ilerda, posteriormente se usa como vía Jacobea. Tuvo ermita medieval dedicada al apóstol Santiago de la que solo quedan restos en uno de los altozanos.

## Geografía
- Villa de la provincia de Huesca situada a 28 km de la Capital, 37 km por carretera. Altitud 375 m. Asentada a la orilla izquierda del río Alcanadre. La vegetación más usual es matorral, pinar y chopar.
- En 1959 se inician las obras del Canal del Cinca que salva el Alcanadre a su paso por Pertusa. En la construcción destacan los numerosos túneles de la obra, en la Acequia de Pertusa se cuentan siete de ellos.[4] El acueducto de Pertusa permite el paso de 43m3/sg.[5]

### Localidades limítrofes
- Antillón
- Barbuñales
- Torres de Alcanadre
- Salillas
- Angüés
- Laperdiguera
- Lacuadrada

## Historia
- Mansio romana citada en el Itinerario de Antonino (391,4), Antonino Pío la nombra como una de tantas ciudades ilergetes que los conquistadores de Lacio convirtieron en estaciones de descanso de sus legionarios por estar junto a la calzada romana. Recibió los nombres de Partusa y Dertusa, hoy en día todavía se conservan restos de dicha calzada y del puente que cruzaba el Alcanadre. Este pueblo se situaba a 10 millas romanas de Huesca y a 9 millas de Berbegal.
- Hacia 1100 el rey Pedro I de Aragón reconquista Pertusa. Y fue cabeza de una jurisdicción sobre La Perdiguera, Lalauenga, Barbuñales y La Almunia Cuadrada (Lacuadrada).
- El Conde de Aytone en 1380, recibió un donativo de los Castillos y Villas de Pertusa, Bolea y Biel por parte del Infante Don Martín.
- Primera mención: En 1106 (Yela, El Cartulario de Roda,p. 69-70)
- El rey Felipe II de España,en agradecimiento al buen trato del pueblo de Pertusa en su camino a Cataluña, les envió al arquitecto que estaba construyendo el monasterio de San Lorenzo de El Escorial para que les construyera la Torre anexa a la iglesia parroquial.[6]
- En la localidad vecina de Barbuñales nació Félix de Azara y Perera, aragonés reconocido. Otro ilustre vecino de Laluenga fue Basilio Paraíso Lasús.

## Demografía
Pertusa cuenta con una población de 136 habitantes (INE 2024).
| Gráfica de evolución demográfica de Pertusa entre 1842 y 2021                                                       |
| |
| Población de derecho según los censos de población del INE Población de hecho según los censos de población del INE |

## Administración y política
| Período   | Alcalde                       | Partido |  |
| --------- | ----------------------------- | ------- |  |
| 1940-?    | Jesús Mancho Solana           | PSOE    |  |
| 1979-1983 |                               |         |  |
| 1983-1987 | Jesús Mancho Solana           | PSOE    |  |
| 1987-1991 | servando joaquin mancho allue | CDS     |  |
| 1991-1995 | servando joaquin mancho allue | CDS     |  |
| 1995-1999 | Servando Joaquín Mancho Allué | PSOE    |  |
| 1999-2003 | Servando Joaquín Mancho Allué | PSOE    |  |
| 2003-2007 | Servando Joaquín Mancho Allué | PSOE    |  |
| 2011-2015 | María Rosario Mancho Escartín | PAR     |  |
| 2015-2019 | María Rosario Mancho Escartín | PAR     |  |

| Partido político    | Partido político                                   | 2003   | 2007   | 2011   | 2015   |
| Partido político    | Partido político                                   | Ediles | Ediles | Ediles | Ediles |
|                     | Partido Aragonés (PAR)                             | —      | 1      | 2      | 3      |
|                     | Partido Popular de Aragón (PP)                     | 1      | —      | 2      | 1      |
|                     | Partido de los Socialistas de Aragón (PSOE-Aragón) | 4      | 4      | 1      | 1      |
| Total de concejales | Total de concejales                                | 5      | 5      | 5      | 5      |

## Patrimonio

### Monumentos religiosos
- Iglesia parroquial está dedicada a Santa María (románica) y terminada en 1182. Alberga cripta restaurada en varias ocasiones por el Gobierno de Aragón, y forma parte del mismo conjunto que la Torre herreriana, el claustro y la cripta.
- Todo el conjunto está considerado Bien de Interés Cultural por Real Decreto de 14 febrero del Ministerio de Cultura y se publica en el Boletín Oficial de Estado de 24 de marzo de 1982. En 2004, mediante Orden de 20 de febrero se completa la declaración de Bien de Interés Cultural conforme a la Ley de Patrimonio Cultural Aragonés del conjunto "Torre, Claustro, Cripta e Iglesia de Pertusa".[12]
- La torre, construida en 1575 por Juan de Herrera (Monumento Nacional)
- Ermita de Santiago que se dejaron caer hace bastantes décadas
- Ermita de la Victoria

### Monumentos civiles
- Puente Romano
- Acueducto que salva la fosa del Alcanadre

## Camino de Santiago
Es una etapa del Camino de Santiago a su paso por la Comarca de la Hoya de Huesca, en su ruta catalana del camino. La salida de la etapa es Berbegal, pasa por Pertusa para llegar a Pueyo de Fañanás. Es la primera de las seis etapas que plantea esta ruta hasta llegar a Santa Cilia de Jaca.
En Pertusa se puede hacer parada en el Albergue de Peregrinos.

## Fiestas
- Días 15 y 16 de agosto las patronales en honor a Ntra. Sra. De la Asunción
- Lunes de pascua- Semana Santa-se sube a la ermita de la Victoria
- San Sebastián el 19 de enero, hoy en día es tradición encender hogueras en honor a este Santo, los Pertusanos y Pertusanas ese día se reúnen para cenar migas.
- Santa Águeda el 5 de febrero, fiesta en la cual las mujeres de esta localidad dejan sus casas durante unos días para venerar a dicha Santa.